# Agente de liberação de monoamina

Anfetamina, um agente liberador de monoamina que atua sobre a noradrenalina e a dopamina.

Um agente de liberação de monoamina (MRA), ou simplesmente liberador de monoamina, é um fármaco que induz a liberação de monoaminas do neurônio pré-sináptico para a fenda sináptica, levando a um aumento da concentração de neurotransmissores extracelulares. Muitas drogas induzem seus efeitos no corpo e/ou cérebro por meio da liberação de neurotransmissores monoaminas, por exemplo, aminas traço, algumas anfetaminas substituídas e compostos relacionados.

## Tipos de MRAs
MRAS pode ser classificado pelas monoaminas que eles liberam principalmente, embora essas drogas pareçam em um espectro.
- Seletivo para um neurotransmissor
  - Agente de liberação de serotonina (SRA)
  - Agente de liberação de norepinefrina (NRA)
  - Agente de liberação de dopamina (DRA)
- Não seletivo, liberando dois ou mais neurotransmissores
  - Agente de liberação de noradrenalina e dopamina (NDRA)
  - Agente de liberação de serotonina e noradrenalina (SNRA)
  - Agente de liberação de serotonina e dopamina (SDRA)
  - Agente de liberação de serotonina-norepinefrina-dopamina (SNDRA)

## Efeitos
Os agentes de liberação de monoamina podem ter uma ampla variedade de efeitos dependendo de sua seletividade para as monoaminas. Agentes de liberação seletiva de serotonina, como a fenfluramina e compostos relacionados, são descritos como disfóricos e letárgicos em doses mais baixas. Agentes serotoninérgicos menos seletivos que estimulam estimulam a produção de dopamina, como o MDMA, são descritos como mais agradáveis, aumentando a energia, a sociabilidade e o humor. Os agentes liberadores de dopamina, geralmente seletivos tanto para a noradrenalina quanto para dopamina, possuem efeito estimulantes, causando aumento de energia e alterações de humor.
Drogas noradrenérgicas seletivas são minimamente psicoativas. As substâncias de liberação de monoamina também podem ser ergogênicas, em contraste com a reboxetina, que é apenas um inibidor da recaptação.